# Önbíráskodás
Az önbíráskodás (nemzetközi szóval vigilantizmus) a törvény megszegése azzal a szándékkal, hogy büntetést nyerjen az olyan bűn, amelyet az önbíráskodó szerint a törvény nem, vagy nem megfelelőképpen büntet.
A magyar jogi definíció szerint a köznyugalom elleni bűncselekmények csoportjába tartozó bűntett.
A történészek és az újságírók sok egyént és csoportot definiáltak önbíráskodóként a világ minden táján. Az önbíráskodás egyik kedvenc témája a dokumentum és fikciós műfajoknak: az önbíráskodókat gyakran a gonosz ellen lázadó hősnek állítják be, máskor pedig meggondolatlannak, torzultnak, kegyetlennek.
A világon sokfelé alakultak a történelem folyamán önbíráskodó csoportok és mozgalmak. Nem sorolják közéjük a szintén sokfelé létező, a törvények betartását szem előtt tartó polgárőr és „környékfigyelő” csoportokat.
A vigilantizmus szó az olasz vagy a spanyol nyelvből terjedt el, de végső soron latin eredetű: a latin vigilare ige jelentése „figyelni”.

## A magyar szabályozás
A hatályos szöveget a Btk.  368. §-a tartalmazza. 
- (1) Aki abból a célból, hogy jogos vagy jogosnak vélt vagyoni igénynek érvényt szerezzen, mást erőszakkal vagy fenyegetéssel arra kényszerít, hogy valamit tegyen, ne tegyen vagy eltűrjön, bűntett miatt egy évtől öt évig terjedő szabadságvesztéssel büntetendő.
- (2) A büntetés két évtől nyolc évig terjedő szabadságvesztés, ha az önbíráskodást
  - a) fegyveresen,
  - b) felfegyverkezve,
  - c) csoportosan,
  - d) védekezésre képtelen személy sérelmére követik el.
- (3) Nem valósul meg önbíráskodás, ha az erőszak vagy a fenyegetés alkalmazása az igény érvényesítésének megengedett eszköze.

### Elkövetési magatartás
A bűncselekmény elkövetési magatartása a kényszerítés, ami olyan tevékenység, mely a passzív alany akaratát hajlítja: valamit tesz, nem tesz, eltűr. A kényszerítésnek erőszakkal vagy fenyegetéssel kell megtörténnie, az erőszaknak személy ellen kell irányulnia.

### (3) bekezdés
Nem valósul meg önbíráskodás, ha az erőszak vagy fenyegetés alkalmazása az igény érvényesítésének megengedett eszköze. Ilyen például az elvesztett birtok visszaszerzése céljából az önhatalmú fellépés (jogos önhatalom).

### Eredmény
Az önbíráskodás eredmény-bűncselekmény: pszichés eredményt tartalmaz, miszerint a passzív alany valamit tegyen, ne tegyen, eltűrjön.

### Célzat
A bűncselekmény célzatot tartalmaz (jogos vagy jogosnak vélt vagyoni igénynek érvényt szerezzen), ezért a cselekmény csak egyenes szándékkal valósulhat meg. Jogos a vagyoni igény, ha a polgári jog szabályai szerint a követelés elismert és végrehajtható, jogosnak vélt a vagyoni igény akkor, ha az elkövető abban téved, hogy a vagyoni követelése jogszerű.
A magyar büntetőjog az önbíráskodást viszonylag szűken értelmezi és csak vagyoni igény érvényesítésére irányuló cselekményként határozza meg. Tágabb értelemben az önbíráskodás irányulhat nem vagyoni sérelem vagy közfelháborodást kiváltó cselekmények (pl. gyermekbántalmazás) jogon kívüli eszközökkel történő megtorlására is (lásd még lincselés).

## Magyar joggyakorlat

### Elhatárolás a zsarolástól
„Az önbíráskodás esetén az elkövető tudata nem fogja át az általa erőszakkal vagy fenyegetéssel kikényszerített igény jogtalanságát, a zsarolás elkövetőjének a tudata viszont átfogja az igény jogtalan voltát és a szándéka jogellenes vagyoni haszonszerzésre irányul.” (BH 1999/293.)

### 16/2012. büntető elvi határozat
Az önbíráskodás bűntettét valósítja meg, aki az elveszett birtoka visszaszerzése érdekében alkalmazott önhatalmával túllép a birtok visszaszerzéséhez szükséges mértéken, ezáltal részéről az erőszak kifejtése a birtoksérelem miatti megtorlás eszközévé válik [Btk. 273. § (1), (3) bek.; Ptk. 188. § (1), (2) bek., Ptk. 190. § (1), (2) bek.].

## Története
Önbíráskodást takarnak többek közt a magánháború, vendetta vagy a párbaj szavak, jelezve, hogy régi jelenségről van szó, bár a modern társadalmakban az önbíráskodásnak szövevényes és kiterjedt ideológiája és kulturális visszatükröződése alakult ki. Komplex viszonyban áll a szintén ősrégi lázadás és zsarnokölés fogalmakkal is. Szélsőséges csoportok is , pl bőrfejűek, neonácik vagy más eszmeindíttatású csoportok is őnbíráskodó cselekményeket követtek el,meggyőződésükből az 
ellenségesnek vélt rétegek ellen felléptek. Argentínában pl. rendőrbanda ténykedett vigilantistaként az AAA néven. Oroszország Format 18 is fegyveres önbíráskodó csoport volt.
Az önbíráskodás jegyei gyakran feltűnnek a folklór hőseinek tetteiben. Gyakran önbíráskodók a betyárok és útonállók, mint az angol Robin Hood, vagy a magyar Sobri Jóska. Vehetjük Ludas Matyit is ide hiszen, saját módszerrel , vigilantista módszerrel verte meg a zsarnokot.
Már a középkorban is léteztek önbíráskodó jellegű szervezetek, mint a szicíliai Vendicatori és Beati Paoli.

### A gyarmati Amerika
A szoros értelemben vett vigilantizmus gyökerei az amerikai brit gyarmatok időszakáig nyúlnak vissza. A Regulátor Mozgalom, amely 1764 és 1771 közt folytatta az amerikai függetlenségi háború elődjének is tartott Regulátorháborút, a korrupt gyarmati hivatalnokok fenntartotta törvényes, de erkölcstelennek tartott rend ellen harcolt.

### 19. század

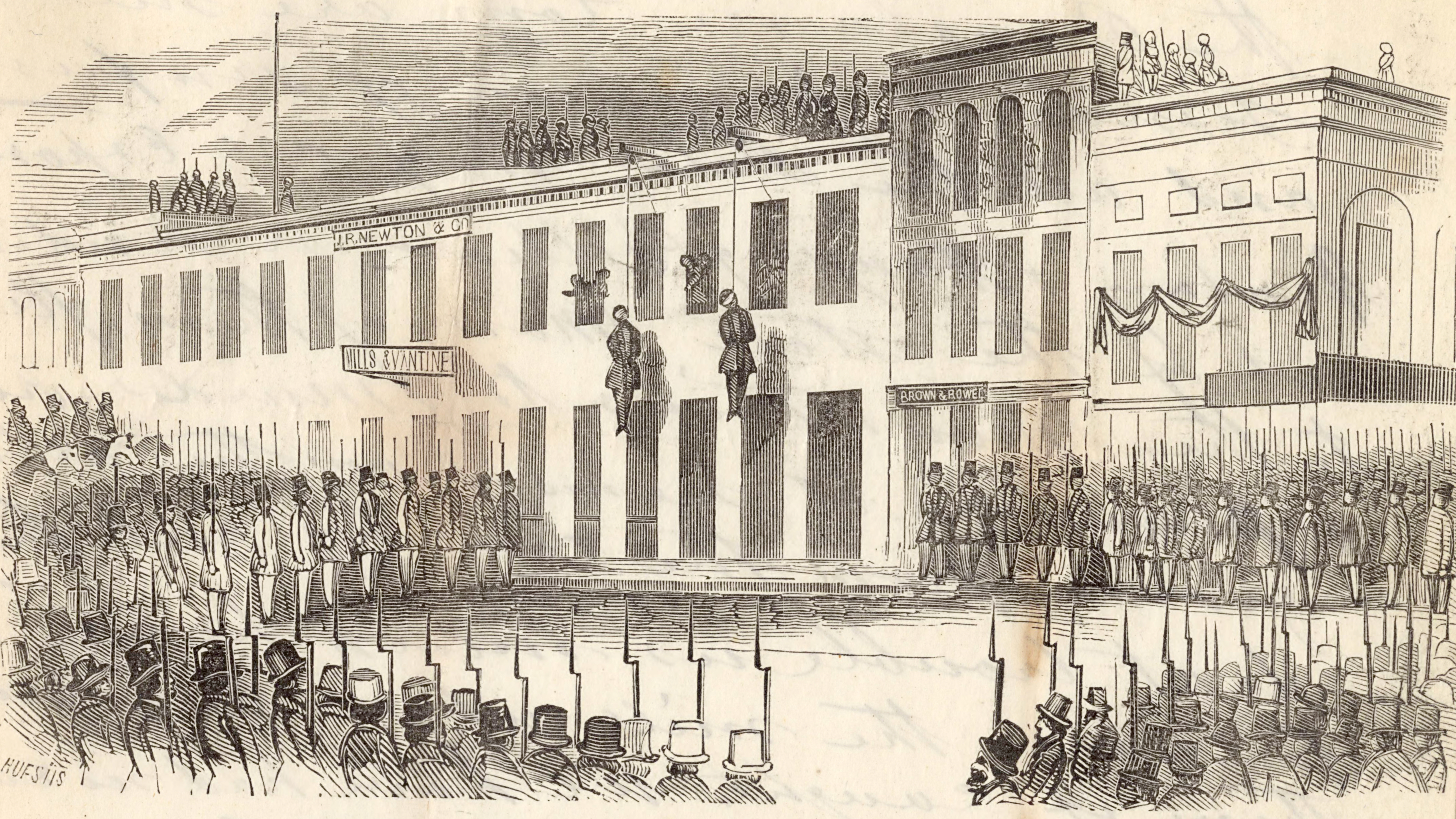
Lincselés, amelyet a San Francisco Vigilantista Bizottsága hajtott végre 1856-ban.

A 19. században az előrenyomuló amerikai határrégióban (frontier), ahol gyengék voltak a hatóságok és sok a bűnöző, működtek vigilantista csoportok.
- Az 1850-es években San Francisco Vigilantista Bizottsága tűzte ki azt a célt, hogy megtisztítsa a város utcáit a bűnözéstől, különösen a bevándorlókat véve a célkeresztbe.[4]

- Az amerikai polgárháború, a Dél veresége után több, a fehérek feketék feletti szupremáciáját erőszakos eszközökkel megvalósítani igyekvő vigilantista csoport is alakult, mint a Ku-Klux-Klan vagy a Fehér Kamélia Lovagjai.
- 1868-ban 60-70 vigilantista tört be az indianai New Albany börtönébe és meglincselték a Reno testvéreket.
- Az 1883 és 1889 közt aktív Bald Knobbers (vagy Baldknobbers) maszkot hordó vigilantisták csoportja volt, akik kiverték a banditákat a missouri Taney megyéből.

## Fordítás
- Ez a szócikk részben vagy egészben  a   Vigilante című angol Wikipédia-szócikk ezen változatának fordításán alapul.  Az eredeti cikk szerkesztőit annak laptörténete sorolja fel. Ez a jelzés csupán a megfogalmazás eredetét és a szerzői jogokat jelzi, nem szolgál a cikkben szereplő információk forrásmegjelöléseként.